# Альталена
Альтале́на — бывший танкодесантный корабль ВМС США LST-138, специально построенный для высадки десанта на пляжи Нормандии при открытии союзниками Второго фронта в 1944 году. Был способен произвести высадку десанта и техники через носовой шлюз непосредственно на берег и самостоятельно с него сняться при уклоне дна 1/50 и круче. За участие в боях на Европейском театре награждён следующими наградами:
- American Campaign Medal
- Europe-Africa-Middle East Campaign Medal (1)
- World War II Victory Medal
- Звездой battle star на вымпел.

После войны корабль, ставший ненужным, был продан как излишки военного имущества и приобретён еврейской организацией сионистов-ревизионистов Иргу́н Цваи́ Леуми́ (сокращённо Э́цель), возглавлявшейся Менахемом Бегином.
В качестве нового названия для корабля был взят литературный псевдоним идеолога движения Зеева Жаботинского (итал. Altalena — качели).
Корабль получил известность тем, что доставил в середине июня 1948 года (в начале Войны за независимость Израиля) в нарушение условий четырёхнедельного перемирия большую партию оружия, закупленную Иргуном, а также группу из 940 новых репатриантов — добровольцев этой организации. Иргун был готов передать вновь образованной Армии обороны Израиля (АОИ) 80 % оружия. Однако требование правительства передать ему всё оружие и отказ Иргуна привели к конфликту, в ходе которого корабль был обстрелян и потоплен АОИ в порту Тель-Авива 22 июня 1948 года..
В ходе этого инцидента погибло 16 членов Иргуна (14 из них — переживших Катастрофу, два репатрианта с Кубы) и трое солдат Армии обороны Израиля.
Наблюдатели ООН и журнал «Тайм» отметили, что корабль был уничтожен «в результате предотвращения попытки контрабанды оружия еврейскими террористами в зону конфликта в нарушение условий перемирия и резолюции 50 СБ ООН».
Представители левого большинства в израильском правительстве сочли его уничтожение подавлением государственного переворота в военное время.
По мнению правых сторонников Бегина и ряда историков, корабль и груз ценного оружия были уничтожены в результате провокации со стороны главы временного правительства Бен-Гуриона в ходе борьбы за власть.

## Военно-политическая обстановка
Немедленно после провозглашения Государства Израиль, 14 мая 1948 года, пять арабских государств начали военные действия против нового государства. Первым законом, принятым правительством Израиля, было создание 26 мая Армии обороны Израиля (ЦАХАЛ), которая объявлялась единственной законной вооружённой силой в стране. Численно, большинство в новой армии составили бойцы Хаганы, — отрядов, ранее подчинявшихся руководству Сионистской федерации, в отличие от ревизионистских формирований «Эцель» и Лехи. Верховным главнокомандующим являлся глава Временного правительства Давид Бен-Гурион; в силу пп. 4 и 6 закона об армии обороны Израиля, он провозглашался прямым командиром всех законных вооружённых отрядов в стране.

### Отношения между фракциями
В 1948 году в Тель Авиве бойцы Пальмаха (ударные части «Хаганы», политически связанные с марксистско-ленинской партией МАПАМ) без серьёзного сопротивления обезоружили «Иргун».
Бен-Гурион, основатель МАПАМ, симпатизировал марксизму, затем социал-демократии. Жаботинский был радикальным националистом, отвергал социалистические идеи и делал ставку прежде всего на военную силу; хотя он был сторонником либерализма XIX века, указанные особенности сближали ревизионизм с фашизмом. Сам Жаботинский был не чужд симпатий к итальянскому фашизму, а среди ревизионистов возникло собственно фашистское крыло; но Жаботинский протестовал против этих тенденций:«Ревизионистское движение основано на демократических ценностях XIX века, и оно может считать своими лишь тех, кто руководствуется этими ценностями и нравственным законом». Жаботинский умер в 1940 году до провозглашения Государства Израиль. С его смертью в Иргуне произошёл раскол. Отколовшаяся фракция, Лехи, во главе с Авраамом Штерном и Ицхаком Шамиром считала главным врагом англичан и предлагала нацистской Германии свою помощь в борьбе с ними. Основная часть Иргуна, во главе с Давидом Разиэлем, предпочла на время войны с фашизмом сотрудничать с англичанами.
Однако с приходом к руководству Иргуном Менахема Бегина, и, с другой стороны, с исчезновением непосредственной опасности от нацистов и переломом в войне, Иргун с начала 1944 года возобновил операции против англичан, обвинив их в препятствии иммиграции евреев в Палестину, антиеврейской политике, и отходе от Декларации Бальфура. На этой почве Иргун порвал с Хаганой, продолжавшей поддерживать англичан ввиду войны с нацистской Германией. Дело дошло до того, что когда после убийства Лорда Мойна, британские власти начали борьбу с «Иргуном», руководство Ишува объявило «охотничий сезон» на них, и «Хагана» стала помогать англичанам в карательных акциях, арестовывала и пытала его бойцов, предавая их подмандатным властям (Операция «Сезон»).
Тем не менее, после провозглашения независимости государством Израиль 15 мая 1948 года, несмотря на серьёзные политические разногласия с новым командованием (Бен-Гурион руководил социалистической партией МАПАЙ), Менахем Бегин сделал серьёзный шаг примирения, и в своём первом открытом выступлении по радио 15 мая он посвятил целый раздел необходимости создания армии.
1 июня 1948 года Бегин от имени Эцель подписал соглашение, в соответствии с которым вооружённые отряды этой организации расформировывались, члены Эцель, давшие согласие, сводились в отдельные подразделения в составе Армии обороны Израиля, а несогласные разоружались и распускались по домам.
Отдельный боевой отряд Эцеля остался только в Иерусалиме, где он, однако, ещё с апреля действовал под общим командованием «Хаганы».
Иерусалим, по решению ООН, не являлся ещё территорией государства Израиля и на него не распространялось решение Временного правительства о создании Армии Обороны Израиля и роспуске всех военных организаций ишува. Для вооружения своих отрядов в Иерусалиме Эцель требовал оставить в его распоряжении часть оружия с «Альталены».
21 сентября 1948, после того как бойцы Лехи убили посредника ООН, графа Фольке Бернадота, руководство Иргуна приняло ультиматум Временного правительства, и объявило об окончательном роспуске организации, боевые подразделения которой ещё сохранялись в Иерусалиме.

### Внешняя ситуация и условия перемирия
Тем временем, на фронтах сложилась чрезвычайно тяжёлая для Израиля ситуация (смотри карту). По резолюции 50 СБ ООН, благодаря стараниям посредника, назначенного Генеральной Ассамблеей ООН, графа Фольке Бернадота, было заключено четырёхнедельное перемирие (11 июня — 9 июля) для попытки посреднических действий между воюющими сторонами. На время перемирия запрещалась доставка оружия и подкреплений в район вооружённого конфликта.

## Закупка оружия и отплытие корабля
Оружие было предоставлено Францией, и закуплено ещё до провозглашения Государства Израиль, поэтому сама закупка не была нарушением четвёртого пункта резолюции 50 Совета Безопасности, принятой позже, 29 мая.
Согласно Исраэлю Мейдаду, М. Бегин ещё 15 мая сообщил И. Галили о планируемой операции и даже предложил «Хагане» выкупить «Альталену».
Отплытие предполагалось 26 мая, но задержки и стремление сохранить секретность привели к тому, что судно отплыло только 11 июня. Таким образом, команда могла не знать, что прибытие корабля с оружием будет нарушением не только резолюции, но и условий перемирия. Бегин послал радиограмму с приказом отложить отплытие, но из-за плохой связи она не была вовремя получена.
Корабль отплыл из французского местечка Пор-де-Бук близ Марселя. Командовал судном капитан ВМС США Монро Фейн.

## Переговоры между Эцель и правительством
Для переговоров о судьбе «Альталены» Бегин пригласил в штаб-квартиру Эцель представителей Временного правительства. Пришли профсоюзный лидер Леви Эшколь и начальник штаба Хаганы, член просоветской марксистско-ленинской партии МАПАМ (то есть наиболее решительный идеологический противник ревизионистов) Исраэль Галили, который за полмесяца до того успешно провел переговоры о вхождении Эцель в ЦАХАЛ.
Начиная с 15 июня, прошло несколько встреч. Бегин сообщил, что судно отплыло без его ведома, и поставил вопрос о дальнейшей судьбе судна и груза. 16 июня Бен-Гурион записал в своём дневнике:
- «Галили и Эшколь встретились вчера с Бегиным. Завтра-послезавтра прибудет их корабль, привезет 800—900 человек, 5000 винтовок, 250 бренов <система ручного пулемёта>, 5 млн патронов, 50 противотанковых базук (пиат), 10 бронетранспортёров. Зифштейн (директор тель-авивского порта) полагает, что можно разгрузить за одну ночь. Я считаю, что нельзя подвергать опасности Тель- Авив. Не следует возвращать корабль. Надо привести его к неизвестному берегу»[13].

Однако в тот же день, чуть позднее, Бен-Гурион записал в своём дневнике о докладе Галили на заседании Временного правительства: «Несмотря на наши указания, ЭЦЕЛЬ решил доставить оружие в Иерусалим, и для этого переводит туда 2 батальона. Мнение Исраэля (Галили), Школьника (Эшколь) и мое — остановить силой».
Согласно М. Бегину, на корабле находилось 900 бойцов, 5000 винтовок, 4 млн патронов, 300 автоматов Брен, 150 мортир (пиат), 5 бронеавтомобилей, тысячи авиабомб.
Первоначальным пунктом прибытия корабля был Тель-Авив (район ул. Фришман), но в связи его фактическим прибытием уже после объявления перемирия, по предложению военного министерства, для сокрытия прибытия оружия, было решено разгрузить корабль в безлюдном месте, в районе рыбацкого посёлка Кфар-Виткин. Соответствующее указание об изменении маршрута было передано на корабль. Относительно судьбы груза возникли разногласия. Правительство согласилось на передачу 20 % оружия в отряды Эцеля, сражающиеся в Иерусалиме (в Иерусалиме между «Хаганой», «Иргун» и «Лехи» существовало оперативное сотрудничество, но правительство снабжало только «своих», так что бойцы «ревизионистских» отрядов даже паёк получали по нормам гражданского населения). Бегин требовал, чтобы остальное оружие было распределено между батальонами ЦАХАЛ, состоявшими из бывших бойцов ЭЦЕЛЬ. Правительство категорически отказало. Как писал в своём дневнике Бегин, вопрос об оружии был для него вопросом чести: он хотел показать своим соратникам, что они теперь полноправные члены израильской армии и не будут сражаться голыми руками.
Согласно официальной версии, согласие на разгрузку оружия не было дано.
Согласно версии ревизионистов и «правой» историографии, соглашение было достигнуто, хотя скорее в устной форме, причём Бегин, получив право на 20 % оружия, даже отказался от своего требования, чтобы оружие находилось под совместным контролем правительства и (хотя бы символическим) Эцель. Так, по рассказу руководившего операцией Шмуэля Каца: «Мы пришли к пониманию и соглашению, я, правда, не уверен, что оно вообще было подписано». При этом, разгрузить оружие должны были сами «эцельники», что оказалось хорошо подготовленной ловушкой. По мнению известного израильского военного историка, доктора Ури Мильштейна, провокация исходила от Галили и министров партии МАПАМ.

## Обвинения в заговоре с целью свержения правительства
19 июня Галили направил правительству отчет о относительно переговоров с Эцель. В нём сообщалось, что в Эцель существует заговор с целью свержения правительства или, если этот план не удастся, объявить о создании в Иерусалиме отдельного государства.
По мнению Ури Мильштейна, Галили и министры от МАПАМ легко убедили Бен-Гуриона в наличии заговора, в который он и сам хотел верить — так как он ждал только повода, чтобы расправиться со своими старыми политическими и организационными противниками.
Эцель было приказано передать все её вооружение в руки правительства. Бен-Гурион и правительство рассматривали отказ от подчинения как шаг к созданию ревизионистской «армии внутри армии», наличие вооружённых отрядов, неподчиняющихся правительству, сочли попыткой разрушить государство
На заседании правительства в послеобеденные часы 20 июня было составлено и 21 июня опубликовано в газетах правительственное сообщение, в котором заявлялось, что прибытие оружия для ЭЦЕЛЬ является нарушением законов государства и соглашения с ЭЦЕЛЬ от 1 июня, а также международных обязательств Израиля. На заседании кабинета 22 июня (в день гибели «Альталены») Бен-Гурион обвинил ЭЦЕЛЬ в попытке государственного переворота в момент, когда идет война, и арабские армии оккупируют значительную часть страны
По мнению Бернарда Авишая, страх перед путчем был «истеричным», учитывая несоразмерность сил Эцеля и правительства; однако «сама по себе угроза гражданской войны была страшной перспективой».
После расстрела «Альталены» (как и раньше, во время операции «Сезон») Бегин категорически запретил своим людям выступать против еврейского руководства и начинать гражданскую войну, при этом заявив, что ему было бы достаточно «лишь пошевелить пальцем», чтобы уничтожить Бен-Гуриона.

## Первые столкновения на берегу
Бегин призвал эцельников собираться к Кфар-Виткин для разгрузки судна. Со своей стороны Бен-Гурион расценил исполнение этого приказа как дезертирство, а всё предприятие — как попытку создать неподконтрольные государству вооружённые отряды.
В ночь с 19 на 20 июня «Альталена» подошла к причалу в Кфар-Виткин, но, опасаясь «визита» наблюдателей ООН, тут же вернулась в открытое море. Вечером 20 июня она пришвартовалась вновь, и началась разгрузка. Галили знал об этом, но доложил Бен-Гуриону, что «Эцель» обманул его. В то время как эцельники разгружали оружие, уверенные, что выполняют соглашение с правительством, в Тель-Авиве было созвано заседание кабинета, на котором раздавались призывы арестовать Бегина и распустить «Иргун». Сам Бен-Гурион заявил:
Мы должны решить, передать ли власть в руки Бегина, или потребовать прекратить раскольническую деятельность, а если не прекратит — будем стрелять! Иначе, нам придётся решить о роспуске нашей собственной армии.
Бен-Гурион отдал приказ конфисковать прибывшее оружие и применить силу в случае неподчинения. Эцель не соглашалась. Для разоружения отрядов Менахема Бегина был послан батальон майора Моше Даяна из воевавшей поблизости бригады Александрони.
Как вспоминает Моше Даян, он получил от командира бригады Ицхака Саде приказ конфисковать оружие с Альталены, которое, как предполагалось, будет разгружено членами Эцель в Кфар-Виткин. Саде сказал, что Эцель «намеревалось распределить оружие между своими людьми и создать независимые вооружённые силы, которые не станут согласовывать своих действий с правительством». Даян пишет, что членов Эцель в Кфар-Виткин не было, но они перед приходом армии конфисковали в селении все продукты питания. Силы Эцеля были окружены двумя ротами батальона Даяна на берегу моря.
Местный командующий Дан Эвен (Эпштейн) ультимативно потребовал от ревизионистов сдать оружие. Срок был назначен оскорбительный и явно нереальный (10 минут), по признанию самого Эвена, с тем чтобы «не дать командующему Иргун времени для долгих размышлений и получить преимущество внезапности». Ответа не последовало, и вскоре возникла перестрелка. В этой перестрелке погибло два солдата Армии обороны Израиля и шесть бойцов Эцель.
Моше Даян утверждал в своих воспоминаниях, что огонь открыли бойцы ЭЦЕЛЬ:
Завершив окружение сил Эцела, мы предложили им сдаться. Формального ответа на своё обращение мы не получили, но по одному из наших бронетранспортёров был открыт огонь из базук. Двое наших солдат были убиты. Мы открыли ответный огонь и перестрелка велась по всей линии.
Бывшие бойцы Эцель начали в больших количествах оставлять свои части и направляться на помощь Бегину. В этот же день вооружённые столкновения происходили и в других местах, в частности районе Бейт-Даган были убиты несколько «эцельников», дезертировавших с фронта и направлявшихся в грузовике на помощь «Альталене».

## Переход в Тель-Авив
Ввиду появления канадского эсминца, обстрелявшего Альталену под предлогом выполнения резолюции СБ ООН и убившего несколько человек на палубе, корабль, высадив новоприбывших, направился в Тель-Авив, где Эцель мог получить поддержку прибывавших туда бойцов и где он будет способен вести переговоры с позиции силы, бо́льшей, чем на пляже Кфар-Виткин. Таким образом, прибытие оружия из Европы и нарушение условий перемирия стало известным и наблюдателям ООН, а дальнейшее развитие событий происходило на виду у общественности, что придало им дополнительные черты современной информационной войны.
Однако по записям Бен-Гуриона в своем дневнике события развивались иначе. 23 июня Бен-Гурион записал в своем дневнике о полученном им докладе о морской операции против «Альталены»: (цитата) «Пол Шульман (командир морской операции против судна „Альталена“: прибыли на судне „Веджвед“ в Кфар Виткин в 2 часа ночи. Корабль ЭЦЕЛЬ был около берега. Ждали второе наше судно и два катера… В 3 часа прибыло второе судно („Эйлат“) и два катера. Послали катера идентифицировать корабль в полумиле от берега. Они вернулись и доложили, что корабль под разгрузкой с 10 часов вечера воскресенья ? 20 июня). Пол сохранял освещение на „Веджет“, чтобы катера смогли вернуться и доложить, собирается ли корабль ЭЦЕЛя покинуть (место разгрузки - ред). Приказ, который получил Пол, был только наблюдать за кораблем и не вредить ему без дополнительного приказа из Тель-Авива… Люди ЭЦЕЛЬ приняли нас прекрасно… В 4 часа после полудня отношение изменилось. Видимо что-то произошло на берегу, прибыли наши подразделения и изолировали берег. В 4 часа на берегу началась стрельба… В 9 вечера началася обстрел с берега и с корабля ЭЦЕЛя нашего судна. Мы ответили на обстрел… Перед закатом увидели, что корабль („Альталена“) стала уходить на север. Пол приказал… „Эйлату“ огнём заставить её плыть на юг. „Эйлат“ открыл огонь и „Альталена“ повернула на юг… Когда корабль ЭЦЕЛя была около берега (Тель-Авива), был получен приказ остановить её и не дать прибыть в Тель-Авив любой ценой. Но было уже поздно…»
Тем временем в газетах появилось официальное заявление правительства, в котором утверждалось, что прибытие судна с оружием для Эцель является грубым нарушением законов государства, соглашения от 1 июня и международных обязательств Израиля. В ответ Эцель опубликовала собственный контрманифест.
Бегин выразил пожелание вступить в диалог с Временным правительством и мирно выгрузить оружие. Однако правительство встало на путь конфронтации.

## Тель-Авив
В 00:30 корабль подошёл к Тель-Авиву. Капитан направил его на берег и дал полный ход, чтобы поднять его носом на сушу, как это обычно делают танкодесантные корабли (то есть провести разгрузку техники через носовые шлюзы непосредственно на суше и затем, без груза самостоятельно сняться с мели), но в девяностах метрах от кромки воды наскочил на затопленный остов эмигрантского корабля и не смог двигаться дальше. По мнению Ури Мильштейна, это было сделано с тем, чтобы доказать мирные намерения «Альталены» («отсутствие чёрных замыслов», по выражению участников) и поскольку подходящей мели не нашлось. Позже, во время обстрела, такое расположение превратило её в неподвижную цель.
Альталена встала около тель-авивской улицы Фришман, напротив снесённого ныне отеля Кэти Дан, где по стечению обстоятельств снимали номера сотрудники миссии Бернадота и корреспонденты западных изданий, которые потом получили возможно наблюдать за боем, сидя в шезлонге на балконе своей гостиницы. За этим отелем, дальше по Фришман, находился отель «Риц» (на параллельной набережной улице ха-Яркон, 109, недалеко от берега), где находился штаб «Пальмах».
С этого момента, на глазах наблюдателей ООН, согласие правительства на разгрузку оружия стало невозможным, поскольку превратило бы нарушение условий перемирия в «демонстративное и циничное игнорирование собственных обязательств».
Единственной частью, верной правительству, в Тель-Авиве в это время был штаб Пальмаха, где не было даже гарнизона, а только горстка административных работников, и больше не было никого, кто мог бы оказать сопротивление.
Вскоре бойцы Эцель попытались начать разгрузку оружия. В 01:30 ночи 22 июня с корабля отплыла лодка с оружием, но после того, как по ней было дано несколько выстрелов, повернула назад «В целом, однако, до утра было спокойно, а утром начали прибывать части ЦАХАЛа. Блокада набережной была поручена батальону ополчения „Кирьяти“, который, не пройдя идеологическую школу „Пальмах“, не испытывал никакого желания стрелять в евреев и прямо отказался делать это, когда в 10 часов утра появилась вторая лодка и к ним поступил соответствующий приказ. „Эцельники“ беспрепятственно высадились с лодки (11 человек, включая двух раненых, с противотанковым гранатомётом) и заняли позиции вокруг штаба „Пальмах“», начав его осаду.
Бен-Гурион в это время спал, получив ложное сообщение, будто «Альталена» сдалась военному кораблю. Проснувшись утром и узнав правду, он спешно созвал совещание кабинета. Правые и центристы в кабинете настаивали на мирном разрешении вопроса путём переговоров, левые требовали уничтожения «Альталены». К ним присоединился и Бен-Гурион. В ярости, он обвинил Эцель в попытке государственного переворота и указал сторонникам компромисса на то, что Эцель его совершает в момент, когда идёт война, и арабские армии оккупируют значительную часть страны. Под влиянием Бен-Гуриона правительство отвергло предложение создать комиссию для переговоров с «Альталеной» и постановило предъявить ей ультиматум о безусловном разоружении; после чего Бен-Гурион дал приказ конфисковать оружие без принятия каких-либо условий со стороны Эцель, а в случае неподчинения применить все необходимые средства вплоть до открытия огня.
При этом он отверг все варианты относительно бескровного захвата судна (например, забросав его дымовыми шашками), заявив, что только в случае уничтожением оружия на Альталене «удастся предотвратить гражданскую войну». По мнению Ури Мильштейна, Бен-Гурион сознательно шёл на обострение конфликта, имея целью политически уничтожить Бегина; при этом его не останавливал даже тот факт, что под угрозу ставится огромное количество оружия, которое было жизненно необходимо Израилю и которое в любом случае должно было достаться в основном ЦАХАЛу.
Тем временем, около 10:30 в штаб Пальмаха явился один из его бывших офицеров Ицхак Рабин, который в это время служил в штабе ЦАХАЛа и был занят планированием операции Дани, и был не в курсе происходившего, а пришёл потому, что беспокоился за работавшую там свою невесту Лею. Но поскольку он оказался старшим по званию, то взял командование обороной здания на себя. В этой ситуации Рабин действовал решительно: он лично бросал гранаты в атаковавших «эцельников» из окна гостиницы.
На набережной Герберта Самюэля собиралась толпа тель-авивцев. Делались попытки прорваться к кораблю. Многих возмущала готовность Бен-Гуриона бессмысленно уничтожить громадные запасы остро необходимого оружия, в том числе тяжёлого: «Годами мы тренировались на каком-нибудь старом маузере, на задание мы шли с наганом и тремя патронами. (…) А тут мы привезли на нашем корабле 8000 винтовок, броневики, пулемёты, пушки, пиаты (противотанковые гранатомёты) и миллионы патронов. (…) В Яффо у нас не было патронов. Мы экономили, взвешивали каждый выстрел. А тут миллионы патронов. Ты представляешь, что они чувствовали? Они шли на задание, получали раны, погибали или оставались калеками, чтобы добыть пару задрипанных пистолетов. И месяц за месяцем бедняки из квартала ха Тиквы или квартала Шапира давали нам деньги, у них самих порой не было крыши над головой, но они давали деньги на покупку оружия. А тут целый корабль, оружие и патроны без числа. Они шли теперь к морю, не понимая, что это глупость, что нет надежды».
Начальник оперативного штаба Бегина, Амихай Паглин, вспоминал, что он и другой лидер Эцеля, Бецалель Стольницкий, в тот момент собирались «сбросить Бен-Гуриона». По словам Паглина, они были готовы «если потребуется, изничтожить (wipe out) Бен-Гуриона, и его кабинет» Однако в целом никакого плана действий у «Иргун» не было, хотя в какой-то момент обозначился явный перевес сил «Иргун» над силами, приверженными Бен-Гуриону.

## Гибель «Альталены»
Операцией против «Альталены» командовал Бен-Галь, однако действовал он нерешительно, имели место многочисленные отказы выполнять приказ, и около часа дня его сменил бригадный генерал Игаль Алон, бывший командир Пальмаха. Общее руководство операцией осуществлял начальник оперативного отдела ЦАХАЛ Игаэль Ядин, который исполнял в это время обязанности начальника генерального штаба из-за болезни Яакова Дори.
Штаб долго искал тех, кто согласится выполнить приказ об уничтожении «Альталены». Первоначально её намеревались разбомбить с воздуха, но все летчики категорически отказались.
На просьбу одного из высших офицеров ВВС, командир эскадрильи Вильям Лихтман (доброволец из США) ответил:
- «Я приехал сюда, чтобы драться с арабами. Это то, что я знаю, и это то, что меня интересует».

В ответ на повторяющиеся настойчивые приказы он спросил:
- «Есть ли евреи на корабле?» «Разумеется! Это важно для тебя?» «Есть маленькая разница. По случайности я сам еврей. Я знаю, что для вас здесь это не очень важно. Может, вы сами вообще не евреи! Вы можете забрать ваши сраные приказы и проглотить их! Сволочи! Вы думаете, что я приехал сюда убивать евреев?!».

При этом он также пообещал, что если один из его лётчиков согласится, он «всадит ему пулю в глотку. Это будет лучшее, что я сделаю в своей жизни». Таким же образом реагировали и артиллеристы. С большим трудом удалось найти двух артиллеристов, добровольца из Южной Африки Гилеля Дальского и бывшего советского офицера Айзека Вайнштейна, которые, хотя и с неохотой, согласились выполнить приказ.
17:00 начался обстрел Альталены. Обстрел вёлся из единственного имевшегося в распоряжении Игаля Алона 68-мм навесного орудия; стрелял Дальский, корректировал огонь Вайнштейн. Сначала хотели стрелять прямой наводкой, но, опасаясь ответного огня с военного корабля, имевшего современные автоматические пушки, установили орудие на закрытой позиции в лагере Йона (ныне парк Ган-Ацмаут). Игаль Алон дал команду сделать пять пристрелочных выстрелов.
Четвёртый снаряд попал в корабль и на нём начался пожар.
После попадания снаряда в судно капитан Фейн был готов поднять белый флаг. Бегин возражал, но, по приказу капитана, флаг был поднят, а протестующего Бегина удерживал радист. Несмотря на возражения Бегина, капитан отдал приказ оставить корабль.

### Обвинения в стрельбе по спасавшимся с корабля
Двое бывших британских офицеров, Адольф Файнгольд и Песах Мицковский, ставшие свидетелями драмы, опубликовали открытое письмо:
- «В качестве командиров англо-американской группы, которая прибыла в Израиль для того, чтобы присоединиться к еврейской армии без политических пристрастий и как бывшие офицеры, прошедшие недавнюю мировую войну, мы требуем немедленного военного расследования для обнаружения офицера, отдавшего приказ об открытии огня по людям, пытавшимся вплавь достичь берега, спасая свои жизни».[59]

Бен-Гурион в своей речи в парламенте на следующий день отверг эти обвинения: «Одну вещь я должен отвергнуть. Было заявлено, что мы стреляли по плывущим. Было наоборот. Матросы запросили помощь у бойцов Пальмаха на берегу. Тех самых бойцов Пальмаха, по которым стреляли эцельники и два из которых были убиты, поплыли, чтобы спасти их, поднялись на судно, готовое взорваться, и с риском для собственной жизни спасли моряков.» Пальмах также отрицает преднамеренную стрельбу по плывущим
.
Однако в своих показаниях капитан Альталены, Монро Фейн, сообщил, что по спасавшимся с корабля раненым велся «беспрерывный огонь» из винтовок и пулемётов, даже несмотря на то, что он размахивал белым флагом с мостика корабля и кричал, что их надо спасать, а не стрелять по ним; «беспокоящий огонь» прекратился только к моменту, когда «серия взрывов достигла такого уровня, что было опасно оставаться на корабле».
Записи в боевом журнале штаба Игаэля Ядина говорят о том, что «Пальмах» в это время вёл перестрелку с членами «Эцель» на берегу, пытавшимися спасать своих товарищей:
- «(17:13) Корабль горит. Люди прыгают в море. Эцельники идут спасать их. Мы потребовали от них сдаться. Они открыли огонь. Наши люди ответили на огонь огнём».
- «(17:28) Корабль взорвался».

Со своей стороны Рабин вспоминал:
- «Корабль горит. Звуки взрывов слышатся из трюма. Люди прыгают с палубы в море. Эцельники на берегу впали в истерику, вопят: „Бегин на борту! Бегин на борту! Спасайте Бегина!“ Пальмахники поверили. Адский огонь невероятной интенсивности из всех стволов обрушился на корабль. Старая ненависть, которую несли в себе люди ПАЛЬМАХа и Хаганы по отношению к организациям (ЭЦЕЛю и ЛЕХИ) и их руководителям, нашли выход в силе огня»[13].

По воспоминаниям эцельника Йона Фаргера, посланного Бегином в качестве парламентёра на берег, пальмахники «охотились за людьми, которые были уже в воде», и своим огнём не давали собранным Фаргером добровольцам помочь раненым, пока пожилой командир Пальмаха не прикрыл их своим телом, так как «не хотел, чтобы все пальмахники считались убийцами». (смотри также:,
).
Существуют и прямые обвинения в адрес Рабина в отдаче приказа стрелять по плывущим, выдвинутые в монографии Зеева Гейзеля.

### Бои после взрыва Альталены; операция Техор
В гавани царила анархия. Возмущённые тель-авивцы и «эцельники» окружили штаб ВМС, и в какой-то момент в штабе стали бояться, что туда ворвётся толпа. Благодаря этой неразберихе лидеры Эцеля благополучно скрылись. С прибытием частей Цахала, перевес в силах в Тель-Авиве перешёл к правительственным войскам. Был дан приказ провести операцию по восстановлению порядка в городе и разоружению мятежников, и бои переместились в направлении южного Тель-Авива, к штабу Эцель в районе больницы Фройд (ныне около центра Сюзан Даляль). Однако ночью на 24 июня, когда штаб Эцель был осаждён, пришёл приказ на отмену операции, поскольку был достигнут компромисс.
Всего в результате боя в Тель-Авиве погиб 1 солдат ЦАХАЛ и 10 бойцов Эцель.
Около года спустя Альталена была снята с мели, отбуксирована на расстояние 15 миль от берега и затоплена.

## Политические последствия
В одних только перестрелках между ЦАХАЛ и Эцелем погибло 19 человек. Осознание того, что евреи стреляли в евреев, шокировало общество. Командиры Эцеля выступили с угрозой. Гражданскую войну предотвратило взволнованное полуторачасовое выступление Бегина по радио Эцеля, получившее название «слёзной речи». Своё выступление Бегин начал с того, что обвинил правительство в двурушничестве. Бен-Гуриона он назвал «этот дурак, этот идиот», обвинив в попытке его (Бегина) убийства, а самый факт обстрела Альталены охарактеризовал как «преступление, глупость и слепоту». При этом он утверждал, что ему было бы достаточно «лишь пошевелить пальцем», чтобы уничтожить Бен-Гуриона. Он предостерёг от попыток убить его, угрожая, что это вызовет ярость его солдат и погубит Израиль, и пригрозил, что прикажет бойцам Иргуна оставить израильскую армию в районах за пределами Иерусалима. Однако в конце речи он запретил своим бойцам открывать огонь, подчеркнув, что Иргун не откроет огонь «ни при каких обстоятельствах»: «не будет гражданской войны, когда враг стоит у ворот!» Свою речь он закончил словами: «Да здравствует Израиль!». .
В ходе операции Техор было арестовано 200 членов Эцеля причастных к мятежу и около 100 человек за отказ выполнять приказ. Впрочем, все, кроме пятерых, были освобождены 24 числа. Но и эти пятеро вскоре освобождены. Только 21 сентября 1948 года Иргун был распущен окончательно.
Левые не скрывали своего удовлетворения подавлением, как они считали, фашистского. мятежа. Леви Эшколь заявил, докладывая своей партии об итогах дня: «у меня было ощущение праздника. Мы раздавили голову этой гадюке. Когда дым начал подниматься над кораблём, я почему-то увидел перед собой развалины Бастилии». Бен-Гурион записал в дневнике: «День Эцеля. То, что должно было случиться, случилось в конце концов».
Согласно Зеэву Гейзелю, также ни Бен-Гурион, ни Рабин никогда не выражали раскаяния по поводу решения обстрелять «Альталену». Однако профессор Иехуда Лапидот приводит следующий эпизод: во время вхождения Бегина в коалиционный кабинет 1967 года Бен-Гурион заявил ему, что, если бы ранее он знал Бегина так же, как узнал теперь, «лицо истории было бы иным». Рабин считал эпизод с Альталеной одним из самых тяжёлых в его жизни, но оставался уверен в абсолютной правильности принятого Бен-Гурионом решения: «И горе государству Израиль, если бы Бен-Гурион, не сделал того, что он сделал. Существует только одна армия — и это Армия обороны Израиля».

## Точки зрения современников и участников событий

### Официальная точка зрения
Бен-Гурион и правительство рассматривали массовый отказ от подчинения приказам командования как шаг к созданию ревизионистской «армии внутри армии», наличие вооружённых отрядов, неподчиняющихся правительству, сочли попыткой разрушить государство, обвинили Эцель в попытке государственного переворота в момент, когда идёт война, и арабские армии оккупируют значительную часть страны.
Согласно официальной точке зрения, Бен-Гурион предотвратил большое несчастье. Если бы Иргун пришёл ко власти, то Израиль перестал бы быть демократическим, а стал бы ультра-правым, неофашистским режимом, полностью отличающимся от того, о котором мечтали руководители государства.

### Точка зрения ревизионистов
С точки зрения ревизионистов, инцидент был провокацией Бен-Гуриона и левых в правительстве с целью уничтожения «Иргуна». Член штаба «Эцель», а ныне учёный-историк Шмуэль Кац, считает официальную версию лживой, а события — результатом преднамеренного обмана со стороны Бен-Гуриона: «Они просто обманули тогда Бегина. После всех событий они утверждали, что не было никакого соглашения. Они придумали и распространили фантастическую версию о том, что Эцель намеревался привезти в Израиль бойцов и оружие для захвата власти. До сегодняшнего дня они утверждают, что „Альталена“ была попыткой путча в стране». Главной ошибкой Бегина Кац считает то, что он не потребовал подписания договора именно с Бен-Гурионом: «соглашение-то было достигнуто с Галили и остальными, которые, хотя и действовали по приказам Бен-Гуриона, но Бен-Гурионами не были ни в коем случае». Второй ошибкой Бегина он считает то, что даже после столкновения в Кфар-Виткин он не понял, что всё происходящее делается по приказу Бен-Гуриона, и поднялся на борт корабля, тем самым подвергнув опасности свою жизнь и предопределив судьбу «Альталены»: по мнению Каца, «вся история с затоплением „Альталены“ была попыткой убийства Бегина»).

### Точка зрение наблюдателей ООН и журнала «Тайм»
Наблюдатели ООН и журнал «Тайм» одобрили действия правительства Израиля, которые воспринимали как предотвращение попытки террористической организации совершить контрабанду оружия в нарушение резолюции ООН и решений правительства. «Тайм» ожидал от Бен-Гуриона дальнейших действий по борбье с террористами: «Проблема, вставшая перед Бен-Гурионом состоит не только в борьбе с терроризмом, но и в том, чтобы убедить израильтян, что обещания террористов достичь победы с помощью жестокости иллюзорны.»

## Современные точки зрения и оценки
Вопрос об использовании демократическим государством силы против его граждан снова остро встал в эпоху войны против террора. История Альталены, ввиду её отдалённости по времени, является удобным предметом для обсуждения учёных-теоретиков в других странах.
Оценки смысла и характера событий разнятся. Согласно Ури Мильштейну, события воспринимались одними как национальная трагедия, другими как спасение от «фашистского переворота».
Наряду с официальной точкой зрения, рассматривающей произошедшее как мятеж ревизионистов, существует и точка зрения, считающая причиной кровопролития страх Бен-Гуриона и левых сионистов перед мнимым «путчем» ревизионистов (которых они считали фашистами), так что прибытие «Альталены» рассматривалось ими как подготовка к путчу (Как указывалось, два офицера штаба Бегина сговаривались о свержении правительства, но во время самого конфликта, а не до него). Эти взгляды ожили в 1970-е годы, с падением господства социалистов и избранием Бегина премьер-министром. Проводились сборы подписей с целью реабилитации участников мятежа на Альталене, а также подвергалась сомнению законность приказа Бен-Гуриона на применение силы против «Альталены» и нравственную допустимость выполнения этого приказа Рабином.
Защитники решения Бен-Гуриона считают, что оно было обусловлено объективными причинами: преступность раскола армии в военное время, нарушение условий перемирия, недопустимость создания неподконтрольных государству вооружённых отрядов. Так, по словам автора некролога Бен-Гуриону в журнале «Тайм», он защитил и обеспечил принцип, который сам он формулировал словами: «одна армия, одна нация, один народ» Альтернативная точка зрения состоит в том, что причиной столкновения была межфркационная борьба между левыми сионистами (составлявшими правительственное большинство) и ревизионистами, осложнённая личной неприязнью Бен-Гуриона к Бегину. Это проявляется и в том, что официальная историография подчёркивает: силой, противостоявшей Бегину, был ЦАХАЛ, правая же настаивает, что фактически это были силы Хаганы (составлявшей 20-25 тысяч человек в 115-тысячной израильской армии, но эцельников в ней было всего около двух тысяч).
Современные опросы показывают, что «только 48 % израильских граждан знают что „Альталена“ была военным кораблём, на котором Эцель доставил к берегам Израиля оружие», но при этом 74 % израильтян считают поведение Бегина в конфликте безупречным. В целом, по оценке социологов, в народном представлении Бегин является жертвой манипуляций правительства.
.
Интерес к событиям на Альталене возрос в связи с односторонним размежеванием с палестинцами, проведённым правительством Ариэля Шарона и ликвидацией еврейских поселений в секторе Газа. Возникшее в ходе насильственной эвакуации поселенцев противостояние заново поставило вопрос о возможности неподчинения солдат воинскому приказу по политическим мотивам. В СМИ велось обсуждение параллелей между противостоянием Эцеля государству и противостоянием государству поселенцев-отказников, а также между нравственными проблемами солдат, подавлявших неповиновение на Альталене, и солдат, насильственно эвакуировавших поселенцев.
События, связанные с Альталеной, активно используются в политической борьбе также и Палестинской автономии. В СМИ на основании параллелей между парами Фатх-Хамас и Хагана-Эцель обсуждались возможности принуждения Хамаса к разоружению с помощью силы

## Попытки увековечивания памяти
В 2011 году канцелярия премьер-министра Израиля и Центр наследия Менахема Бегина начали организацию экспедиции водолазов для поиска затопленной «Альталены». В зависимости от состояния, в котором находится корабль, будет рассмотрен способ увековечивания памяти о трагедии: либо «Альталена» превратится в плавучий обелиск, либо будет доставлена на берег и станет центральной частью мемориала на берегу. В 2006 году по инициативе русскоязычных активистов партии «Ликуд» (Радуцкий, Непомнящий, Блат) начали проводить ежегодную морскую церемонию памяти «Альталены» на месте её обстрела около берега Тель-Авива.